# Johann Simon Hermstedt
Johann Simon Hermstedt (Langensalza, 29 décembre 1778 – Sondershausen, 10 août 1846), est un des plus fameux clarinettistes allemands du XIXe siècle. Il a servi comme clarinettiste à la cour du duc Günther I de la principauté de Schwarzbourg-Sondershausen et enseigné l'instrument au duc. Les quatre concertos pour clarinette de Louis Spohr et plusieurs autres œuvres pour clarinette ont été écrites pour et avec les compétences d'Hermstedt et lui sont dédicacées. Hermstedt a lui aussi composé quelques œuvres pour instruments à vent.

## Biographie
Johann Simon Hermstedt est né le 29 décembre 1778 à Langensalza. Il est le fils de Johann Heinrich Ludwig Hermenstedt, directeur de musique dans un régiment de Saxe-chrétienne, originaire de Bellstedt , dans la région de Schwarzbourg. À partir de février 1788, Johann Simon fréquente l'Institut des garçons soldats d'Annaburg. Il y reçoit des cours sur tous les instruments en usage à l'époque. En 1794, il poursuit sa formation auprès des musiciens de la ville, Knoblauch à Waldheim et Joseph Bähr à Colditz. En 1799, il est admis dans le régiment chursaxien "Prince Clemens", dans lequel son père servait également. C'est là que ses capacités particulières de clarinettiste se sont révélées. Dans le cadre du régiment, il eut l'occasion d'utiliser les possibilités culturelles de Dresde pour son perfectionnement musical.
En 1801, il répond à l'appel de Sondershausen pour y fonder, sur ordre du prince Gonthier-Frédéric-Charles Ier de Schwarzbourg-Sondershausen, le corps de tambours de la garde. Il s'agissait d'un corps d'harmonie avec une double formation de hautbois, clarinettes, bassons, cors et trompettes ainsi qu'une formation simple de cor basse et de trombone. Il servait également à renforcer l'orchestre princier, précurseur du futur orchestre Loh. En tant que premier hautboïste, Johann Simon Hermstedt dirige le corps des hautboïstes à partir de 1802. En outre, il est responsable de la programmation des concerts en collaboration avec l'organiste de la cour Ernst Ludwig Gerber. En 1803, Hermstedt épouse la fille du pharmacien de la cour de Sondershausen, Gerlach. Son fils unique devient plus tard conseiller d’État.

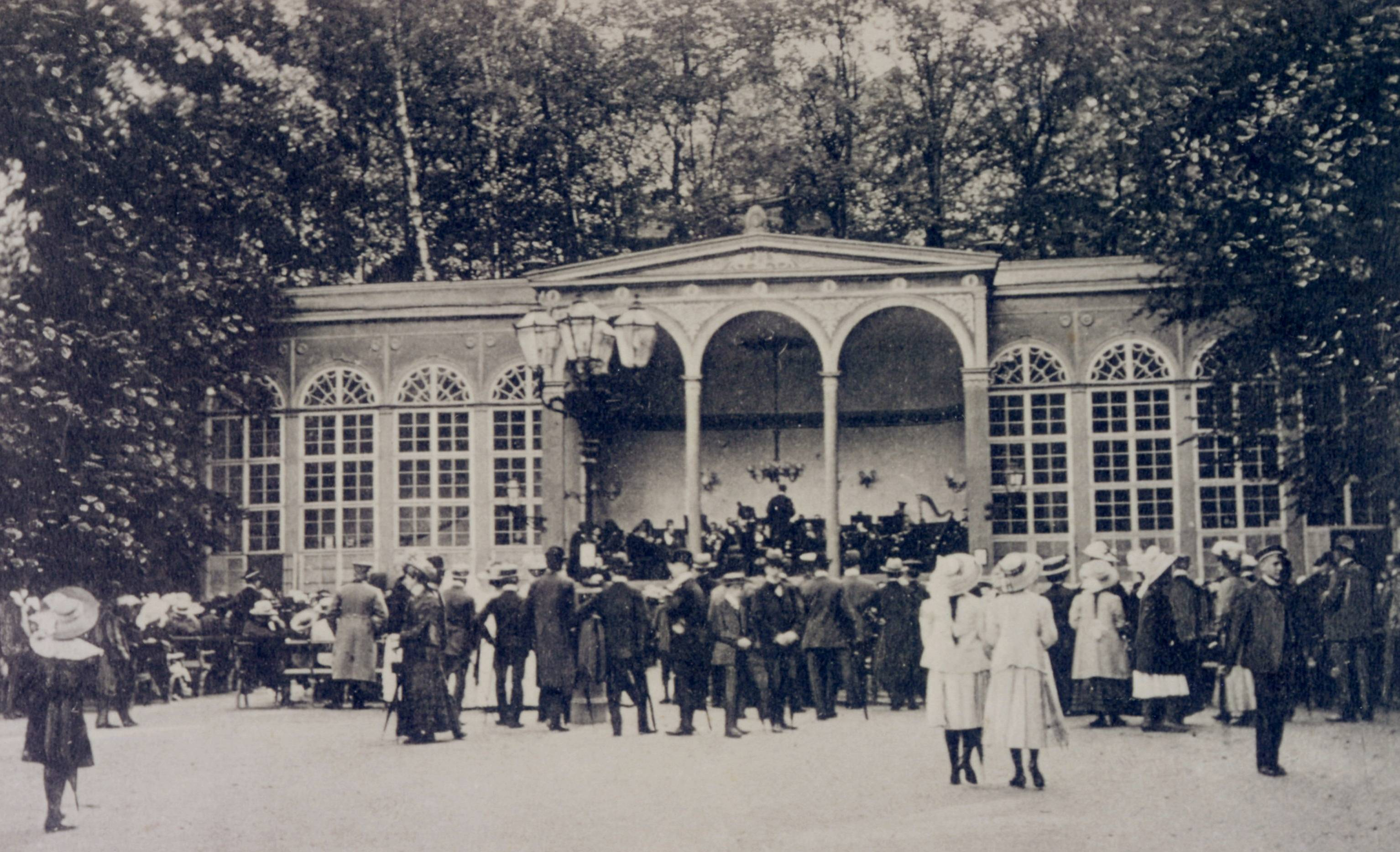
La Lohhalle sur la Lohplatz.

À partir de 1806, des concerts en plein air ont régulièrement lieu dans le Lohpark et sont largement plébiscités par la population grâce à leur entrée gratuite. Au début, l'orchestre joue sur le côté sud de la place dans une scène de concert de plein air, également appelée Demi-Lune. En 1837, la salle de concert conçue par Carl Scheppig (de) (1803-1885), appelée Lohhalle, est construite sur le côté ouest du Lohpark. Sur une frise, les grands maîtres de chapelle étaient cités, le nom de Hermstedt étant le plus important. Comme les concerts étaient pratiquement suspendus pendant le semestre d'hiver, Hermstedt avait la possibilité de voyager dans toute l'Allemagne en tant que clarinettiste entre 1808 et 1841. Il est alors considéré comme le plus brillant dans sa spécialité. L'amitié de Hermstedt avec Louis Spohr (1784-1859) de Gotha incite ce dernier à composer pour lui des concertos pour clarinette. Hermstedt a également eu une influence sur le développement technique de l'instrument. C'est ainsi que le bec métallique est utilisé comme innovation de la clarinette.
À Sondershausen, Hermstedt devint maître de chapelle en 1824 et, en janvier 1839, maître de chapelle de la cour, car le corps des hautbois de la garde avait été dissous en 1835. Mais dès l'année de sa nomination, il prend sa retraite de son propre chef le 9 novembre 1839 en raison de désaccords avec le maître de concert de la cour. Le 10 août 1846, il meurt d'une maladie de la gorge à Sondershausen.
Sa tombe sur l'ancien cimetière de Sondershausen a été réaménagée en 1987.

## Citations
Hermstedt avait la réputation d'être le plus grand virtuose de la clarinette de son temps. En tant que maître de chapelle, il eut une influence décisive sur le développement de la Hofkapelle, qui devint plus tard le Loh-Orchester.
Jugements contemporains :

« Il n'est pas fréquent qu'un virtuose enchante autant le nombreux auditoire, et peut-être jamais un virtuose des instruments à vent. Mais M. Hermstedt est aussi très probablement le plus excellent de tous les clarinettistes actuellement en vie. Non seulement il triomphe des difficultés sur son instrument, avec la plus grande facilité, la plus grande sûreté et la plus grande grâce... mais encore sa sonorité magnifique et capable de toutes les modifications, la douceur et la perfection de ce qu'il fait, et le caractère et l'expression avec lesquels il exécute les compositions des grands maîtres... »

— Leipzig, 1809

« Le concerto pour clarinette de M. Hermstedt de Sondershausen mérite une distinction. Nous n'avons pas encore entendu cet instrument dans une telle perfection. »

— Dresde, 1810

« En outre, je dois me vanter de l'excellent plaisir que m'ont procuré un concert de Hermstadt et l'exposition privée, car j'ai été longtemps éloigné de mes amis musiciens et presque aliéné à ce magnifique élément artistique et naturel. »

— Johann Wolfgang von Goethe, Bad Tennstedt, 1816

« Le directeur musical Hermstedt de Sondershausen joue très bien de la clarinette. Il avait fait progresser toute l'harmonie ; c'est-à-dire : plus d'une douzaine d'artistes musiciens à vent, sur lesquels le prince compte beaucoup, ils font très bien leur travail. »

— Johann Wolfgang von Goethe, Bad Tennstedt, 1816